# Rosa Lobato de Faria
Rosa Maria de Bettencourt Rodrigues Lobato de Faria (Lisboa, 20 de abril de 1932 - ibidem, 2 de febrero de 2010) fue una escritora y actriz portuguesa.

## Biografía
Hija de un oficial de Marina, Rosa Lobato de Faria creció entre Lisboa y Alpalhão, en el Alentejo. Estuvo casada con Joaquim Figueiredo Magalhães, editor literario, fallecido el 26 de noviembre de 2008.
Participó en muchas series televisivas. (1987 - Cobardias, 1988 - A Mala de Cartão, 1992 - Crónica do Tempo, 1992 - Os Melhores Anos, 1987 - Humor de Perdição, 1990 - Nem o Pai Morre Nem a Gente Almoça, 2002 - A Minha Sogra é uma Bruxa, 2006 - Aqui Não Há Quem Viva 1982 - Vila Faia, 1983 - Origens, 2004 - Só Gosto de Ti,  2005  Ninguém como tu ("Nadie como tú").